# 巴龙霉素
巴龍黴素（英語：Paromomycin），是一種抗菌劑，用來治療一些寄生蟲感染，像是阿米巴症、梨形鞭毛蟲病、利什曼病和絛蟲綱等。對懷孕的患者，用作阿米巴症和梨形鞭毛蟲病的第一線治療；而對於其他寄生蟲感染，通常是第二線的用藥選擇。巴龍黴素可以口服、塗抹在皮膚，或是經由肌肉注射。
常見的口服副作用有喪失食慾、嘔吐、腹痛和腹瀉，塗抹於皮膚上的副作用為搔癢、泛紅及起水泡；注射劑型的可能副作用為高熱、出現肝臟問題或是聽覺障礙。本品對餵奶的患者似乎是安全無虞的。本品隸屬於氨基糖苷類抗生素類藥物，藉由停止生物蛋白質生成，令微生物致死。
1950 年代，在鏈黴菌屬中發現巴龍黴素，1960 年將其用作醫藥用途，納入世界衛生組織基本藥物標準清單，認可為醫療系統中最安全有效的藥物之一，市面上已有本品的通用名藥物。截至 2007 年，在印度注射劑型的整套療程約在 4.19 英鎊到 8.38 英鎊左右 ，截至 2015 年，在美國一套典型的療程超過 200 美元 。

## 附註
1. 1 2 3 4 5 6 7 8  . The American Society of Health-System Pharmacists.   [3 December 2016]. （原始内容存档于17 November 2016）.
2. 1 2 3  Davidson RN, den Boer M, Ritmeijer K. . Transactions of the Royal Society of Tropical Medicine and Hygiene. 2008, 103 (7): 653–60. PMID 18947845. doi:10.1016/j.trstmh.2008.09.008.
3. ↑  Publishing, William Andrew.  3. Elsevier. 2013: 21p. ISBN 9780815518563. （原始内容存档于2016-12-20） （英语）.
4. ↑   (PDF). World Health Organization. April 2015  [8 December 2016]. （原始内容 (PDF)存档于13 December 2016）.
5. 1 2  Hamilton, Richart. . Jones & Bartlett Learning. 2015: 54. ISBN 9781284057560.